# 清水透 (歴史学者)
清水 透（しみず とおる、1943年7月30日 - ）は、日本の歴史学者。慶應義塾大学名誉教授。研究領域は、ラテンアメリカ社会史、オーラル・ヒストリーなど。

## 来歴
長野県松本市出身。1966年、東京外国語大学スペイン語学科卒。1968年、同学大学院ロマンス系言語専攻修士修了。1976年、メキシコ大学院大学のエル・コレヒオ・デ・メヒコ歴史学研究科博士課程修了。東京外国語大学スペイン語学科教授、獨協大学外国語学部教授、フェリス女学院大学国際交流学部教授をへて、慶應義塾大学経済学部教授。2009年定年退職。
1978年NHKラジオスペイン語講座応用編担当、1979年NHK教育テレビスペイン語講座を担当した。

## 研究・思想
1979年からメキシコ南部チアパス州のチャムーラ村でのフィールドワークを行ない、サン・クリストバルの歴史を研究した。その成果が著書『エル・チチョンの怒り』にまとめられている。また、メキシコ革命をめぐるインディオの生涯を追った『コーラを聖なる水に変えた人々』を人類学者のリカルド・ポサスとの共著で発表した。フィールドワークを始めたきっかけとして、文字史料から見える歴史の限界、留学中に出会った歴史家が、彼ら自身の歴史観と乖離する生活を送っていたのを見た点などをあげている。

## 著作

### 単著
- 『エル・チチョンの怒り メキシコにおける近代とアイデンティティ』 東京大学出版会、新しい世界史、1988年。
- 『ラテンアメリカ五〇〇年　歴史のトルソー』岩波現代文庫、2017

### 共編著
- 『コーラを聖なる水に変えた人々 メキシコ・インディオの証言』リカルド・ポサス共著、現代企画室、1984年。
- 『転換期としての現代世界 地域から何が見えるか』中嶋嶺雄共編　国際書院　東京外国語大学・海外事情研究所叢書　1993
- 『ラテンアメリカ出会いのかたち』横山和加子,大久保教宏共編著　慶應義塾大学出版会　2010
- 『オルタナティヴの歴史学』増谷英樹,富永智津子共著　有志舎　21世紀歴史学の創造 2013

### 編著
- 『「他者」との遭遇（南北アメリカの500年）』歴史学研究会編、富田虎男と編集担当、 青木書店、1992年。
- 『ラテンアメリカ―統合圧力と拡散のエネルギー』 大月書店、1999年。
- 『グローバル化の時代へ』編　国際書院　フェリス社会人大学講座　1999

### 翻訳
- C. フルタード『ラテン･アメリカの経済発展 植民地時代からキューバ革命まで』水野一共訳　新世界社 ラテン・アメリカ研究 1972
- スタンレー・R.ロス『メキシコ革命は死んだのか?』中川文雄共訳　新世界社　ラテン・アメリカ革命シリーズ 1977
- R. メジャフェ『ラテンアメリカと奴隷制』 岩波書店、1979年。
- アマリア=ロペス=レイエス, ホセ=マヌエール=ロサーノ=フエンテス『メキシコ その人々の歴史』高田裕憲共訳 帝国書院　全訳世界の歴史教科書シリーズ 1982
- エンリケ・マルチネス 絵 エンリケ・ペレス 文『どうぶつたちのおまつり』講談社　1992
- マルタ・アビレス 文・絵『図書館だいすき メキシコ』蝸牛新社　かたつむり文庫　2000

## 骨髄バンク
1993年、当時大学生で21歳だった娘清水真帆の白血病発病を機に、骨髄バンク普及啓発のための大学・市民ネットワーク「Maho-NET21」を立ち上げ、2005年までその活動を続けた。真帆は日本骨髄バンクを通じた骨髄移植を受けることができたが、惜しくも再発により1995年2月に逝去。真帆の没後も清水は骨髄バンクのためのボランティアを続け、骨髄移植推進財団の普及広報委員長を勤めたこともある。1997年には骨髄バンク宣伝の四国一周自転車ラリー「ツール・ド・空海」に一選手として参加し、完走した。この経緯は秦野純一（三土修平のペンネーム）著『椿の咲く日まで - 骨髄バンクと土佐清水の仲間たち』（日本評論社、2002年）に紹介されている。